# Noël de Silenrieux
Noël de Silenrieux is een Belgisch bier van hoge gisting.
Het bier wordt sinds 1996 gebrouwen in Brasserie de Silenrieux te Silenrieux.
Het is een roodbruin kerstbier met een alcoholpercentage van 9%.